# ويرايي (سيد جمال الدين)
ویرایي (بالفارسية: ویرایی) هي قرية تقع في إيران في قسم سید جمال الدین الريفي. يقدر عدد سكانها بـ 209 نسمة بحسب إحصاء 2016.